# Cephalotes pallidus
Espèce
Cephalotes pallidus est une espèce de fourmis arboricoles du genre Cephalotes,.

## Distribution
Cette espèce se rencontre dans toute la moitié nord de l'Amérique du Sud, de l’État brésilien Rio Grande do Sul au sud, jusqu'au nord du Venezuela, en passant par les côtes Atlantique et pacifique.

## Description

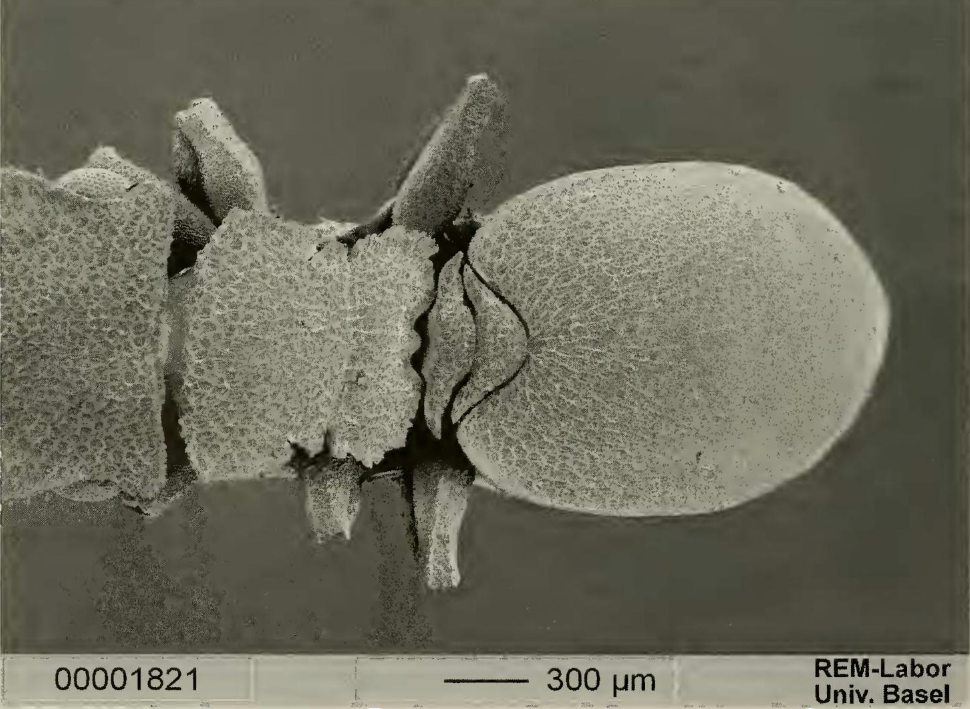
Corps de Cephalotes pallidus.

Comme les autres espèces du genre Cephalotes, elles sont caractérisées par l'existence de soldats spécialisés dotés d'une tête surdimensionnée et plate ainsi que des pattes plus plates et plus larges que leurs cousines terrestres.

## Systématique
L'espèce fut tout d'abord décrite sous le nom Paracryptocerus pallens par Klug (1824), puis renommée Zacryptocerus pallens par Wheeler & Hölldobler en 1985.
En 1999, l'espèce est finalement décrite sous le taxon actuel, Cephalotes pallidus, par l'entomologiste brésilienne Maria Lourdes de Andrade (d) dans une publication coécrite avec l'entomologiste italien Cesare Baroni Urbani (d).

## Étymologie
Le terme latin pallidus a parfois été confondu avec le terme pallens, car ils signifient tous deux : « pâle », « blême »,. D'où les erreurs précédentes de classification.

## Publication originale
- (en) Maria L. de Andrade et Cesare Baroni Urbani, « Diversity and adaptation in the ant genus Cephalotes, past and present (Hymenoptera, Formicidae) », Stuttgarter Beiträge zur Naturkunde (B), Musée d'histoire naturelle de Stuttgart, vol. 271,‎ 29 janvier 1999, p. 1-889 (ISSN 0341-0153, lire en ligne).